# Ricky Ortiz
Pour les articles homonymes, voir Richard Young et Young.
Richard « Rich » Young dit Ricky Ortiz (né le 12 mai 1975), est un catcheur américain et un ancien joueur professionnel de football américain. Il a travaillé pour la World Wrestling Entertainment dans l'émission WWE SmackDown.

## Carrière au football américain
Young a fait partie de la XFL, de la Ligue canadienne de football, de l'Arena Football League, et de la National Football League.

## Carrière au catch

### World Wrestling Entertainment

#### Débuts
Le 20 janvier 2007, Young fait ses débuts en tant que catcheur professionnel à l'Ohio Valley Wrestling sous le pseudonyme d'Atlas DaBone. Il a été annoncé comme étant l'une des superstars les plus charismatiques de l'OVW. Il a alors pour valet Ashley Massaro.
Le 12 janvier 2008, Atlas DaBone devient le challenger numéro 1 pour le titre de l'OVW en battant Mike Kruel. Le 3 mars 2008, il est annoncé que DaBone souffre d'une déchirure des ligaments du genou, mais le 17 avril, il retourne sur les rings, mais cette fois à la Florida Championship Wrestling.

#### ECW et Smackdown (2008-2009)
Le 1er juillet 2008, Young fait ses débuts à la ECW sous le nom de Atlas Ortiz. Il obtiendra son premier match et le gagnera après avoir battu Armando Estrada.
Le 29 juillet 2008, à ECW, Young apparait cette fois sous le pseudonyme de Ricky Ortiz pour gagner par disqualification face à Chavo Guerrero. La semaine suivante, Chavo Guerrero s'allie à Bam Neely pour affronter Ricky Ortiz et Evan Bourne, match que Bourne gagnera après un tombé sur Neely. Le 19 août, Ricky Ortiz bat un nouveau venu dans la ECW : Gavin Spears. Le 2 septembre, lors du show de la ECW, il bat un autre nouveau venu dans le roster de la ECW, Ryan Braddock. Il fait un heel turn en insultant The Boogeyman.
Lors du draft supplémentaire le 15 avril 2009, il est drafté à Smackdown. Il fait ses débuts le 15 mai en perdant face à Jeff Hardy.
Le 22 mai, il perd avec World Greatest Tag Team (Shelton Benjamin et Charlie Haas) face à Johnny Morrison et Cryme Tyme.
Il perd en trente secondes contre The Great Khali lors de son dernier match. Il quitte ensuite la WWE.

### Urban Wrestling Federation
Lors de First Blood, il perd contre Rasche Brown.